# ベリープロジェクト
株式会社ベリープロジェクト（BERRY PROJECT）は、東京都文京区に本社を置く日本の芸能事務所。

## 会社概要
- 正式社名：株式会社ベリープロジェクト
- 設立：2005年2月
- 代表取締役：眞部明美
- 取締役：久保田明美
- 所属タレント数：約50名（2009年現在）

## 事務所の特徴
2005年にレースクイーンの事務所として「有限会社BERRY」を設立し、2009年9月に株式会社に変更。モデル、グラビアイベントコンパニオンと幅広い分野でタレントを輩出している。

## 主な所属タレント
- 浅田ゆりえ（あさだ ゆりえ）
- 荒木よし穂（あらき よしほ）
- 安藤遥（あんどう はるか）
- 石川亜里沙（いしかわ ありさ）
- 石橋由宇（いしばし ゆう）
- 石原優（いしはら ゆう）
- 入江由実（いりえ ゆみ）
- 小暮あき（こぐれ あき）
- 小林まき（こばやし まき）
- 小林美里（こばやし みさと）
- 貴田真琴（たかだ まこと）
- 斎藤真実（さいとう まみ）
- 桜あやか（さくら あやか）
- 杉原めぐみ（すぎはら めぐみ）
- 谷口真紀（たにぐち まき）
- 氷浦紫（ひうら ゆかり）
- 船木梨可子（ふなき りかこ）
- 牧橋美輝（まきばし みき）
- 正木えみ（まさき えみ）
- miho（みほ）
- 美山蘭（みやま らん）
- 望月麻希（もちづき まき）
- 本橋隆江（もとはし たかえ）
- 山口美穂子（やまぐち みほこ）
- 吉田裕香（よしだ ゆか）
- よしのひろこ（よしの ひろこ）

### 業務提携
- 愛萌（めめ）
- 白河優菜（しらかわ ゆうな）
- 藤宮綾（ふじみや あや）